# Middelaar
Middelaar (limburski: Middelar) – wieś we wschodniej Holandii, w prowincji Limburgia. Miejscowość znajduje się około 13 kilometrów na południe od Nijmegen, w gminie Mook en Middelaar, która leży nad rzeką Mozą. W 2011 roku liczyła 864 mieszkańców. 